# 絶対的不定期刑
絶対的不定期刑（ぜったいてきふていきけい）とは、刑罰を言い渡す際に、刑期を全く定めないものをいう。刑期に一定の幅（長期及び短期）を決める場合を相対的不定期刑という。

## 概要
刑罰の応報的側面を重視する立場からは、絶対的不定期刑は、刑罰の程度を法定するという罪刑法定主義の趣旨に反するものとされている。他方、刑罰の特別予防を重視する立場からは、判決の言い渡しの際にあらかじめ刑期を定めることは不合理であると考えられる。

## 絶対的不確定刑
絶対的不定期刑に似た概念として、「絶対的不確定刑」というものがある。これは、法定刑として刑の種類も分量も全く定めないこと、あるいは、刑の種類のみを定め、刑の分量を全く定めないことをいう。絶対的不確定刑は、罪刑法定主義に反するとされる（絶対的不確定刑の禁止）。「絶対的不定刑」ともいう。
上限及び下限を定めない法定刑のことも含めて「絶対的不定期刑」と呼ばれることがある。罪刑法定主義の派生原理として、「絶対的不定期刑の禁止」が挙げられることがあるが、そこでの「絶対的不定期刑」は、一定の分量（及び種類）を定めない刑の法定、すなわち、絶対的不確定刑（絶対的不定刑）を意味する。法定刑が不確定であることと、裁判所が不確定的な刑を言い渡すことは区別して考えられており、宣告刑における絶対的不定期刑は、少なくとも直接的には罪刑法定主義の問題ではないとされる。